# Infurcitinea karsholti
Infurcitinea karsholti är en fjärilsart som beskrevs av Reinhardt Gaedike 1992. Infurcitinea karsholti ingår i släktet Infurcitinea och familjen äkta malar.
Artens utbredningsområde är Grekland. Inga underarter finns listade i Catalogue of Life.